# Championnat de France de basket-ball de Nationale masculine 3
La Nationale Masculine 3 (ou NM3) est le cinquième échelon du championnat de basket-ball masculin en France. La NM3 est gérée seulement par la Fédération française de basket-ball.

## Principe
La NM3 est composée de 8 poules de 14 clubs (numérotées de A à H).
À l'issue de la saison, les premières équipes de chaque poule accèdent au championnat de France de Nationale 2 masculin, et les quatre dernières de chaque poule descendent au niveau pré-nationale (ou régionale 1).